# Cases Lluís Almirall i Francesca Roig
Les cases Lluís Almirall i Francesca Roig és un edifici d'habitatges situat al Poblenou de Barcelona, catalogat com a bé amb elements d'interès (categoria C). Inclou la farmàcia Almirall, establiment catalogat com a de gran interès (categoria E1).

## Història
El 1862, Francesc Mont i Almirall va obrir una farmàcia al carrer de Sant Pere del Taulat, 83 (actual Marià Aguiló, 95), i el 1864 la va traslladar a l'actual emplaçament del núm. 115 (actual 125).
El 1927, Lluís Almirall i Francesca Roig encarregaren la reforma de la casa a l'arquitecte Juan Gordillo.
El 1935, la farmàcia va passar a mans de Víctor Almirall i Riu, que el 1942 la va inscriure en el Sindicat Vertical d'Indústries Químiques, amb set medicaments registrats i amb ell mateix com a únic treballador. El 1943, Víctor Almirall i Antoni Gallardo i Carrera fundaren els Laboratoris Almirall a Gràcia.

## Descripció
Es tracta d'un edifici d'habitatges de planta baixa i dos pisos, format per dues parcel·les adjacents. Les plantes pis tenen un estuc que imita carreus buixardats, i hi ha una decoració amb motius florals a les llindes dels balcons, a la solera del terrat i al frontó central del coronament.

### Farmàcia
La farmàcia ocupa el local del núm. 125. Disposa d'una única obertura al carrer amb una estructura aplacada amb emmarcats de fusta i plafons de vidre pintat. Al centre de la llinda, presenta un element central amb les paraules en blanc FARMACIA ALMIRALL sobre un plafó de vidre negre. Als extrems de la llinda, un marc quadrat, amb un relleu representa la copa d'Higiea, símbol de la Farmàcia. Uns plafons rodons indiquen «Fundado en 1864», a l'esquerra, i el número 125, a la dreta. Als brancals hi ha dos plafons a mitja alçada de vidre negre.
A l'interior hi ha dos espais: la sala de venda i la rebotiga, amb dues estances. Els mobles són de fusta de pi de melis. El taulell presenta un frontal amb vitrines i calaixeres per la part interior, amb un sobre de marbre blanc. A les parets hi ha armaris de fusta de melis pintada.